# Río Maule
Río Maule ist ein Fluss in der Nord-Süd-Mitte Chiles in der Región del Maule. 
Der Río Maule hat eine Länge von rund 240 km. Seine Quelle liegt nahe vor der Grenze zu Argentinien. Er entspringt im etwa 600 km² großen Caldera-See Laguna del Maule im gleichnamigen Vulkankrater und fließt nach Westen zum Pazifik. Am Abhang der Anden durchfließt er den 57 km² großen aufgestauten See Lago Colbún. Der Río Claro mündet südlich von Talca in den Fluss. Von Süden fließen die Flüsse Río Melado und Río Locomilla zu. Schließlich mündet er bei der großen Hafenstadt Constitución in den Pazifischen Ozean.

## Größere Städte in Flussnähe
- Constitución
- Toconey
- Maquehua
- Pichamán

## Geschichte
Der Río Maule bildete die südliche Grenze des Inkareiches. Sie konnten die Gebiete südlich nicht erobern, die hartnäckig von den Mapuche verteidigt wurden. 
Diego de Almagro sandte 1536 seinen Gefolgsmann Gómez de Alvarado Richtung Süden. Bis zum Río Maule trafen sie kaum auf Widerstand. Am Río Itata wurden sie in schwere Kämpfe mit den Mapuche verwickelt und mussten sich zurückziehen.

## Weblinks

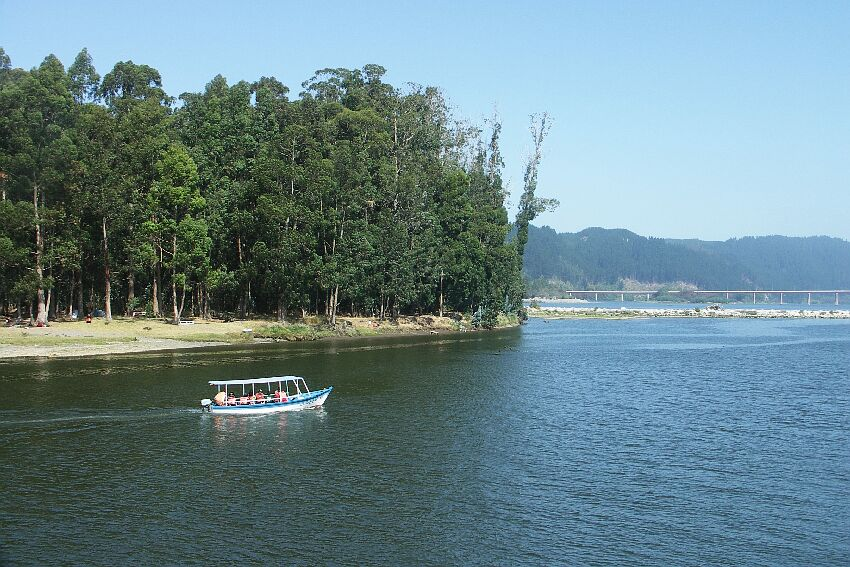
Río Maule bei Constitución

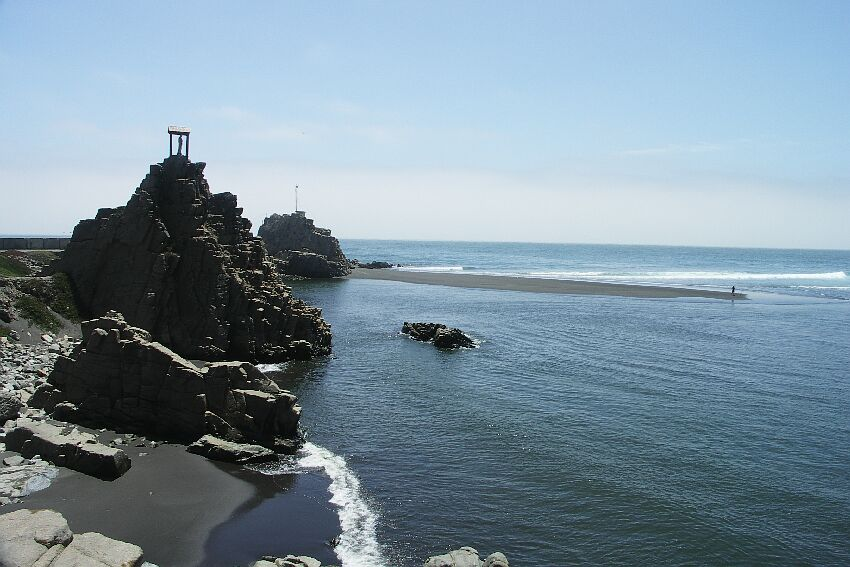
Mündung des Río Maule bei Constitución